# Aukera Guztiak
Aukera Guztiak (del basc, Totes les opcions) va ser una agrupació electoral sorgida en 2005 per a presentar-se a les eleccions autonòmiques del 17 d'abril al País Basc.
Els seus promotors es van definir com una agrupació de ciutadans crítica amb la il·legalització de Batasuna, grup polític que, en virtut de la legalitat vigent a Espanya, no va poder presentar-se als comicis per la seva no condemna d'Euskadi Ta Askatasuna (ETA), sent acusada fins i tot, de ser el braç polític de l'organització armada. No obstant això, va ser partidària que tots els ciutadans bascos tinguessin possibilitat de votar a l'opció política que desitgessin, incloses aquelles que no condemnaven el terrorisme. Així, consideraven que la no presència de Batasuna en les eleccions suposava un dèficit democràtic al deixar sense opció política a milers de ciutadans bascos i es prestaven com una plataforma política a través de la qual la veu de Batasuna i dels seus votants pogués ser escoltada en el Parlament Basc. D'aquí prové el seu nom de Totes les opcions.
Des que la candidatura va ser anunciada, moltes veus crítiques van sorgir acusant-la de ser una «candidatura blanca» de Batasuna, formada per simpatitzants d'aquesta organització no «cremats» en no haver militat en aquesta organització ni haver-ne estat candidats; i d'estar dirigida des de l'ombra per aquesta organització il·legal. També va rebre crítiques per no condemnar explícitament la violència d'ETA. Els caps visibles de la candidatura van ser les tres candidates Ana Arbulu (per Àlaba), Irati Salaberria o Lurdes Agirrezabal (per Guipúscoa) i Marije Rodríguez de Lera (per Biscaia).
AG va assolir les signatures necessàries per a presentar-se a les eleccions al març de 2005 i una vegada va ser feta formalment la seva proclamació com candidatura, aquesta va ser impugnada per l'advocacia de l'estat. El dret o no a presentar-se d'Aukera Guztiak va ser tema principal de la precampanya basca i d'enfrontaments dialèctics entre els partits d'àmbit estatal i els nacionalistes bascos. El Tribunal Suprem d'Espanya va admetre la impugnació per unanimitat considerant provat que estava dirigida per Batasuna i que suposava una continuació de la tasca política d'aquesta formació, consideració aquesta que permetia la seva il·legalització. Un dels arguments per a mostrar aquests suposats vincles es basava en les persones que van signar perquè aquesta agrupació d'electors pogués presentar-se; un altre dels arguments utilitzats van ser les converses telefòniques. El fet que es utilitzés com a argument per a la seva il·legalització les signatures que donaven suport aquesta agrupació d'electors va generar crítiques en determinats sectors, que van considerar que això suposava una reculada en la democràcia. No obstant això, pocs dies després de l'anunci de la il·legalització de la candidatura, i a menys de dues setmanes de les eleccions i ja oficialment en campanya electoral, un partit desconegut, el Partit Comunista de les Terres Basques es va oferir a recollir el testimoni d'AG i servir com a representant dels votants de Batasuna en el Parlament Basc.
En presentar-se el PCTB a les eleccions, Aukera Guztiak va declinar realitzar més aparicions públiques i va demanar el vot per a aquesta formació en entendre que continuava amb les seves dues premisses bàsiques: Democràcia i Pau. El PCTB, al que no se li van trobar fins a la data relacions amb l'organització armada, va poder presentar-se a les eleccions i va obtenir 9 parlamentaris.